# Batalla d'Úman
La batalla d'Úman (15 de juliol de 1941 – 8 d'agost de 1941) va ser una batalla al Front Oriental de la Segona Guerra Mundial. La batalla es produí a la Ucraïna occidental entre el Grup d'Exèrcits Sud de l'Alemanya Nazi, comandats pel mariscal de camp Gerd von Rundstedt i les Forces Soviètiques de la Direcció del Sud-oest, comandades pel Mariscal Semion Budionni, que consistia en el Front Soviètic Sud-oest, comandat pel Coronel General Mikhail Kirponos i el Front Soviètic Sud, comandat pel General d'Exèrcit Ivan Tiulenev. Aquesta batalla és la major batalla d'encerclament que els alemanys van infligir als soviètics.

## Preludi
A les primeres setmanes de l'Operació Barba-roja, el Grup d'Exèrcits Sud havia avançat ràpidament cap a l'Est, derrotant diversos cossos mecanitzats soviètics a la batalla de Brody del 23 al 30 de juny. Els exèrcits del front sud-oest van rebre l'ordre de retirar-se a la línia de fortificacions al llarg de l'antiga frontera soviètica-polonesa de 1939 (línia Stalin). III i XXXXVIII Cossos motoritzats del 1r Grup Panzer encastats entre el 5è exèrcit soviètic i el 6è exèrcit soviètic. El 7 de juliol, el XXXXVIII Cos Motoritzat va trencar una defensa feble a la Línia Stalin i va començar a moure's ràpidament, abraçant el flanc dret del 6è Exèrcit. El 9 de juliol es va intentar un nou contraatac soviètic en direcció a Berdítxiv per evitar un nou avanç del 1r Grup Panzer cap a l'est. Els combats van continuar fins al 16 de juliol, l'11a Divisió Panzer va perdre 2.000 homes, però finalment les tropes soviètiques van fracassar i el 16 de juliol va continuar l'ofensiva alemanya.
El 10 de juliol de 1941, Budyonny obtingué el comandament general de les tropes que operaven cap al sud-oest, per coordinar les actuacions dels fronts Sud i Sud-oest. Budyonny tenia un milió i mig d'homes sota el seu comandament en dues grans concentracions, a Úman i a Kíev. Tan aviat com havia pres el comandament, el Grup d'Exèrcits Sud llançà tres assalts per endinsar-se a Ucraïna. El 1r Grup Panzer del General Ewald von Kleist introduí una falca entre les dues concentracions soviètiques, capturant Berdítxiv el 15 i Kazatin el 16 de juliol. El 17è Exèrcit del General Karl-Heinrich von Stülpnagel avançà cap al sud d'Úman i l'11è Exèrcit del General Eugen Ritter von Schobertavançà cap al nord des de la frontera romanesa (Schobert morí l'11 de setembre de 1941 quan el seu avió aterrà a un camp de mines).
La STAVKA i l'estat major del Front Sud van assumir erròniament que els alemanys voldrien travessar el Dnièper entre Kíev i Txerkassi per marxar cap al Donbàs i van subestimar el perill de què el 6è i el 12è Exèrcits quedessin encerclats. El 28 de juliol de 1941, es donà l'ordre als fronts Sud i Sud-oest que bloquegessin als alemanys des del Dnièper i que es retiressin només cap a l'Est. Com a resultat, es perdé l'oportunitat d'evitar el perill de quedar encerclat al no retirar-se cap al sud-est.
El 2 d'agost, el 1r Grup Panzer i el 17è Exèrcit tancaren la trampa. Aquest encerclament va ser enfortit l'endemà quan la 16a Divisió Panzer es va trobar amb el Cos Mecanitzat hongarès. El 8 d'agost, la resistència soviètica s'aturà. 20 divisions soviètiques del 6è i el 12è Exèrcits van ser destruïdes, i s'informà d'uns 100.000 presoners. Entre els presoners s'incloïen als comandants dels 6è i el 12è Exèrcits, 4 comandants de cos i 11 comandants de divisió.

## Després de la batalla
Com que la bossa va ser eliminada, els tancs van tombar cap al nord i es van dirigir cap a Kíev, on van encerclar prop de 480.000 soldats soviètics a la ciutat, dels quals 180.000 trencaren el bloqueig i fugiren, capturant l'Eix uns 300.000 presoners, dels quals prop d'un 97% van morir en captivitat.